# Rish Point
Der Rish Point (englisch; bulgarisch нос Риш nos Risch) ist eine 300 lange und unvereiste Landspitze an der Südküste der Livingston-Insel im Archipel der Südlichen Shetlandinseln. Sie liegt 2,37 km nordwestlich des Amadok Point, 1,2 km südwestlich des Clark-Nunataks und 1 km nordöstlich der Stackpole Rocks am östlichen Ende der South Beaches.
Britische Wissenschaftler kartierten sie 1968, spanische 1992 und bulgarische 2005 sowie 2009. Die bulgarische Kommission für Antarktische Geographische Namen benannte sie 2006 nach der Ortschaft Risch im Osten Bulgariens.